# Lamine Guèye (Politiker)

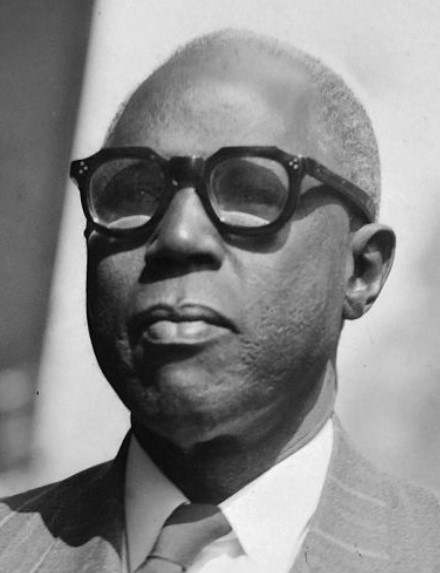
Amadou Lamine Guèye (1946)

Amadou Lamine Guèye (* 20. September 1891 in Médine, Region Kayes, Französisch-Sudan; † 10. Juni 1968 in Dakar, Senegal) war ein senegalesischer Politiker. Auf seine Initiative beschloss die französische Nationalversammlung das sogenannte Loi Lamine Guèye, das allen Bewohnern der Französischen Überseegebiete dieselben Rechte verlieh, die französische Staatsbürger besaßen. Nach der Unabhängigkeit Senegals fungierte er als erster Präsident der Nationalversammlung.

## Leben und politische Karriere
Lamine Guèye wurde am  20. September 1891 in der Region Kayes im damaligen Französisch-Sudan geboren. Seine Familie stammte aus Saint-Louis.
Lamine Guèye genoss eine zehnjährige Ausbildung auf der Schule École normale William Ponty auf der Insel Gorée und studierte während des Ersten Weltkriegs in Frankreich Jura. Er war dort der erste schwarzafrikanische Jurist. 1922 kehrte er nach Senegal zurück und wurde 1923 Mitglied der SFIO. Er wurde Rechtsanwalt an den Gerichtshöfen Französisch-Westafrikas. 1925 wurde er Bürgermeister von Saint-Louis.
Nach politischen Rückschlägen verließ er Senegal von 1931 bis 1935 und wirkte als Magistrat auf der Insel Réunion. 1945 trat er bei den Kommunalwahlen in Dakar an und wurde zum Bürgermeister gewählt. Zudem war er zusammen mit Léopold Sédar Senghor für die SFIO in die französische Nationalversammlung gewählt und brachte dort das sogenannte Loi Lamine Guèye ein, das später in die Verfassung der Vierten Republik aufgenommen wurde und die französische Staatsbürgerschaft auf die Ureinwohner der französischen Kolonien ausdehnte. Nach politischen Auseinandersetzungen mit Senghor ging er von 1951 bis 1957 als Vertreter Frankreichs zu den Vereinten Nationen. Nach einer Verständigung mit Senghor kehrte er 1958 nach Senegal zurück und wurde nach der Unabhängigkeit bis zu seinem Tod der erste Präsident der Nationalversammlung Senegals.

## Familie
Lamine Guèye heiratete 1930 in Frankreich seine Frau Marthe Dominique Lapalun (1896–1971), die aus Guadeloupe stammte. Mit ihr hatte er eine Tochter und einen Sohn. Sein Sohn Iba starb schon 1963 und hinterließ einen kleinen Sohn, der nach dem Großvater Lamine Guèye benannt war und der als Skirennläufer für Senegal an drei olympischen Spielen teilnahm.